# 寝部屋
寝部屋（ねべや）とは一般に民家の寝室を指す。あるいは、近代以前の日本の伝統的村落共同体の青年男女が自家を離れて起臥する合同の寝室を指す語でもあり、寝宿とも呼ばれた。

## 近代以前
若者組・娘組等の組織を持つ日本の村落共同体では、これらの組織に所属する青年男女が自家を離れ仲間同士で、一定の規制のもと集団的訓練を受ける合同の寝室を持つ場合があり、これを「寝部屋」と称する。こうした寝部屋は漁村に特に多く見られた。寝部屋は独立した建物の場合と、村内の有力者等の家屋の一室を借りる場合とがある。特に青年男子はここで若者頭の統率下に村落共同体において成人男子として認められるための肉体的・精神的訓練を受けた。また、婚前交渉を含む婚姻の媒介機関としての機能も有した。